# 伊豆諸島
伊豆諸島（いずしょとう）は、伊豆半島東南沖の太平洋（フィリピン海）を南北に連なる諸島。最北端の伊豆大島（大島）から最南端の孀婦岩まで500km以上にわたって、9つの有人島と合計100余りの無人島、岩礁などがある。行政区画としては東京都に属する（東京都島嶼部）。
有人島はいずれも北側に位置し、大島のほか利島、新島、式根島、神津島、三宅島、御蔵島、八丈島、青ヶ島がある。かつては鵜渡根島や八丈小島、鳥島にも定住者がいたが、現在は無人島になっている。他は有史以来の無人島である。最南部のベヨネース列岩、須美寿島、鳥島、孀婦岩は豆南諸島（ずなんしょとう）とも呼ばれる。
活火山が多く、たびたび噴火の記録がある。気候は日本列島の中では温暖で、明日葉などの名産があるほか、マリンレジャーが盛んな観光地としても知られる。八丈島以北は富士箱根伊豆国立公園に属する。
歴史的には伊豆七島（いずしちとう）という通称も広く用いられてきた。ただし実際の島の数と一致せず、有人島2つが省かれる形となるため使用を控える動きがある（伊豆七島の項目を参照）。

## 地理
東京都区部との距離は、最北端の大島で約100km、最南端の孀婦岩で約650kmである。行政上は東京都であるが、伊豆大島から見ると静岡県の伊豆半島までは約30㎞であり、神奈川県、千葉県南部（房総半島）も東京都区部より近い。
大島から南西方向へ利島、新島、式根島、神津島などが順に並び、銭洲へ続く。海面下も海底の高まりが続いており、銭洲海嶺と呼ばれる。神津島の東南東約30km、大島の南南東約60kmに三宅島があり、三宅島の南南東約20kmに御蔵島、その南方100kmほどのところに八丈島、さらに南70kmほどのところに青ヶ島がある。青ヶ島が伊豆諸島最南の有人島で、これより南の豆南諸島は人が住んでいない。
黒潮が伊豆諸島付近を通過しており、その幅は 50 - 100 km、流速は7ノット（時速約13km）にもなる。通常は三宅島と八丈島の間を流れることが多いが、蛇行して八丈島の南や大島近海を通過することもある。
伊豆諸島の島々はいずれも火山もしくはカルデラ式海底火山の外輪山が海面より高くなったものである。特に青ヶ島は世界でも珍しく一見して判るほどの典型的な二重式火山で、火口の中に丸山という小さな火山がある。御蔵島のような古く安定した島もあるが、1983年と2000年の三宅島や1986年の大島のように活発な火山活動を繰り返している島もある。

### 地質
伊豆諸島はフィリピン海プレートの東縁にあり、フィリピン海プレートに太平洋プレートが沈み込む伊豆・小笠原海溝が島々の東方沖を南北に走っている。すなわち、伊豆諸島は伊豆・小笠原・マリアナ島弧と呼ばれる島弧の一部をなす。プレートの沈み込みに伴う火成活動で火山島からなる島弧が発達した。島々を構成する岩石は伊豆大島三原山や三宅島雄山を代表に玄武岩が多いが、新島と式根島は世界的にも珍しいコーガ石を産する流紋岩であり、神津島も黒曜石を伴う流紋岩からなる。

### 島々
| 画像 | 島名                   | 面積 (km2) | 人口（人）             | 山頂 (m) | 山頂名                 | 座標                                                                |
| ---- | ---------------------- | ---------- | ---------------------- | -------- | ---------------------- | ------------------------------------------------------------------- |
|      | 伊豆大島               | 91.06      | 7,411人 (2020年12月末) | 764      | 三原山                 | 北緯34度44分 東経139度24分 / 北緯34.733度 東経139.400度             |
|      | 利島                   | 4.12       | 304人 (2007年)         | 508      | 宮塚山                 | 北緯34度31分 東経139度17分 / 北緯34.517度 東経139.283度             |
|      | 鵜渡根島               | 0.4        | 無人                   | 210      |                        | 北緯34度28分21秒 東経139度17分38秒 / 北緯34.47250度 東経139.29389度 |
|      | 新島（と地内島と早島） | 23.87      | 2,420人 (2007年)       | 432      | 宮塚山                 | 北緯34度22分 東経139度16分 / 北緯34.367度 東経139.267度             |
|      | 式根島                 | 3.9        | 600人 (2007年)         | 109      | 神引山                 | 北緯34度19.5分 東経139度13分 / 北緯34.3250度 東経139.217度          |
|      | 神津島                 | 18.48      | 1,914人 (2007年)       | 574      | 天上山                 | 北緯34度13分 東経139度9分 / 北緯34.217度 東経139.150度              |
|      | 三宅島                 | 55.44      | 2,382人 (2007年)       | 815      | 雄山                   | 北緯34度5分 東経139度32分 / 北緯34.083度 東経139.533度              |
|      | 大野原島               | 0.2        | 無人                   | 114      | 子安根                 | 北緯34度02分53秒 東経139度23分02秒 / 北緯34.04806度 東経139.38389度 |
|      | 御蔵島                 | 20.58      | 313人 (2007年)         | 851      | 御山                   | 北緯33度52.5分 東経139度36分 / 北緯33.8750度 東経139.600度          |
|      | 藺灘波島               | 0.005      | 無人                   | 74       |                        | 北緯33度38分53秒 東経139度18分08秒 / 北緯33.64806度 東経139.30222度 |
|      | 八丈島                 | 62.52      | 8,363人 (2007年)       | 854      | 西山（別名：八丈富士） | 北緯33度7分 東経139度47分 / 北緯33.117度 東経139.783度              |
|      | 八丈小島               | 3.08       | 無人                   | 616.8    | 大平山                 | 北緯33度7分31秒 東経139度41分18秒 / 北緯33.12528度 東経139.68833度  |
|      | 青ヶ島                 | 8.75       | 192人 (2007年)         | 423      | 丸山                   | 北緯32度27分29秒 東経139度46分04秒 / 北緯32.45806度 東経139.76778度 |
|      | ベヨネース列岩 明神礁  | 0.01       | 無人                   | 9.9      |                        | 北緯31度53分14秒 東経139度55分03秒 / 北緯31.88722度 東経139.91750度 |
|      | 須美寿島               | 0.03       | 無人                   | 136      |                        | 北緯31度26分13秒 東経140度02分49秒 / 北緯31.43694度 東経140.04694度 |
|      | 鳥島                   | 4.79       | 無人                   | 394      | 硫黄山                 | 北緯30度28分48秒 東経140度18分22秒 / 北緯30.48000度 東経140.30611度 |
|      | 孀婦岩                 | 0.0037     | 無人                   | 99       |                        | 北緯29度47分39秒 東経140度20分31秒 / 北緯29.79417度 東経140.34194度 |
| 表註 | 1. 2. 3.               | 1. 2. 3.   | 1. 2. 3.               | 1. 2. 3. | 1. 2. 3.               | 1. 2. 3.                                                            |

### 生物相
伊豆諸島にはミクラミヤマクワガタやオカダトカゲなどの固有種も多い。アシタバ（明日葉）は伊豆諸島が原産地といわれている。海では、イルカやクジラを見ることもでき、鳥島はアホウドリの繁殖地として知られている。
より南の小笠原諸島とは生物相が大きく異なっている。小笠原諸島の生物相は固有種が非常に多く、特定の分類群では規模の大きい適応放散が見られ、他方では大きく欠けた生物群がいくつもあるという、海洋島によく見られる生物相の特徴を持つ。
それに対し、伊豆諸島のそれはむしろ本州の生物相に近い。例えばヘビは小笠原諸島にはいないが、伊豆諸島にはシマヘビやアオダイショウ、ジムグリ、マムシなどがおり、いずれも本州のものと同種とされている。伊豆諸島のトカゲはオカダトカゲといい、本州のものとは別種とされていたが、2000年代になって伊豆半島にも生息していることが判明した。他にも伊豆諸島の固有種があるが、多くが本州に近縁の種を持つ。
いずれにせよ、伊豆諸島の生物相は伊豆半島のそれと密接な関係があり、そして本土の他地域ともごく強い類縁を持っている。例えば伊豆諸島の火山砂礫地にはハチジョウイタドリとシマタヌキランが優占する草原が成立しており、この2種はいずれも伊豆諸島に固有のもの（前者は亜種、後者は種）であるが、シマタヌキランは本州で落葉樹林帯から高山帯に生育するコタヌキランにごく近縁とされており、ハチジョウイタドリの基本変種であるイタドリも日本列島から中国に分布があるものである。このような草原の植物群落は本州の温帯域より標高の高い部分の植物群落に由来すると見なされている。
このことを説明するには過去のある時期に伊豆諸島と本州が同じ陸地にあり、その頃には寒冷な気候で伊豆諸島の位置までが夏緑広葉樹林帯に覆われていたのが、後に海水面が上昇して島となり、隔離によって種分化が進んだと見るのが無難である。このような考え方は昆虫相や陸産貝相の研究からも以前より提起されていたものであり、伊豆半島から伊豆諸島の青ヶ島までを含む巨大な半島が想定され、古伊豆半島という名が与えられている。

## 行政区画
全島が東京都に属し、現在は2町6村の自治体がある。東京都庁の出先機関である大島支庁、三宅支庁、八丈支庁が置かれている。東京都に属することになった経緯については#歴史の項を参照。
日本の町・村は通常「郡」に属するが、伊豆諸島は全国唯一の例外として郡が存在しない。正式な住所の表示は「東京都大島町」のように「東京都」の後に直接町村が来る。なお、八丈町や三宅村では「東京都八丈島八丈町」のように島名を挟む表記が用られている。
町村および各支庁の所管
括弧内は町村内の有人島。
- 大島支庁
  -  大島町（大島）
  -  利島村（利島）
  -  新島村（新島、式根島）
  -  神津島村（神津島）
- 三宅支庁
  -  三宅村（三宅島）
  -  御蔵島村（御蔵島）
- 八丈支庁
  -  八丈町（八丈島）
  -  青ヶ島村（青ヶ島）
  - 所属未定地：ベヨネース列岩、須美寿島、鳥島、孀婦岩

ベヨネース列岩から孀婦岩までの島嶼は青ヶ島村と八丈町との間で所属をめぐる係争がある。この所属未定地は東京都が直接管轄している。
気象庁の予報や注意報・警報等の発表における一次細分区域は、大島町・利島村・新島村・神津島村が「伊豆諸島北部」、三宅村・御蔵島村・八丈町・青ヶ島村が「伊豆諸島南部」とされ、所属未定地は発表地域に含まれていない。

## 人口
伊豆諸島の人口は、日本の離島平均よりも減少速度がゆるやかである。
| 年   | 伊豆諸島 | 日本の離島 | 日本の合計  |
| ---- | -------- | ---------- | ----------- |
| 1960 | 38,707   | 923,062    | 94,301,623  |
| 1970 | 32,539   | 736,712    | 104,665,171 |
| 1980 | 31,902   | 630,536    | 117,060,396 |
| 1990 | 30,032   | 546,505    | 123,611,167 |
| 2000 | 28,756   | 472,312    | 126,925,843 |
| 2005 | 26,242   | 422,712    | 127,767,994 |

## 方言
- 北部伊豆諸島方言：大島支庁、三宅支庁
- 八丈方言：八丈支庁

## 歴史
北側に関しては縄文時代から人々が暮らしていた痕跡があり、各島からは縄文遺跡が発見されている。さらに三宅島では弥生時代の遺跡が発見されており、この時代には定住が始まっていたことが窺われる。稲作文化については、遺跡が建設された後、栄えることになる。
律令制以降、伊豆諸島は伊豆国賀茂郡三島郷に属した。流罪の配流先の1つとされ、公家や武家、僧侶などの高貴な身分の者が流され、京の文化や風俗が持ち込まれることも多かった。有名な流人としては源為朝らが挙げられる。
江戸時代は天領となり、物産の売買などが江戸に置かれた島方会所（しまかたかいしょ）を通じて行われ、江戸との繋がりが強まった。なお古くは伊豆五島または伊豆八島などと呼ばれていたこともあるようであるが、江戸時代の終わりまでには伊豆七島の名が定着した。
明治の廃藩置県・府県統合後は伊豆半島とともに足柄県、のちに静岡県に属した。しかし島民や商人を中心として物的・人的交流がより緊密な東京府への帰属を嘆願する運動が起き、静岡県庁でも島と東京の間の商業上の紛争で東京の裁判所へ出向く負担が生じるといった不都合が生じており、1878年に伊豆諸島全域が東京府（当時）に移管された。なおこれには東京の財政が静岡より余裕があったからという説もある。

### 略年表
- 674年：麻績王の子が大島に流罪。
- 680年：駿河国から分けるかたちで伊豆国が設けられる。当時は賀茂郡に属していた[11]。
- 724年（神亀元年）：伊豆国を遠流の地として定める。
- 1156年（保元元年）：保元の乱で敗れた源為朝が大島に流罪。
- 室町時代～戦国時代：関東管領（山内上杉家）、相模三浦氏、後北条氏へと支配者が変わった。
- 1606年（慶長11年）：関ヶ原の戦いに敗れた宇喜多秀家が八丈島に流罪。公式には最初の八丈流人。
- 江戸時代：江戸幕府の直轄地となる。

- 1698年（元禄11年）：英一蝶が三宅島に流罪。将軍徳川綱吉の逝去に伴う大赦により1709年（宝永6年）に許されて江戸へ帰る。
- 1714年（正徳4年）：江島生島事件により、歌舞伎役者の生島新五郎が三宅島に（1742年［寛保2年］に赦免）、侍医の奥山交竹院が御蔵島に流罪。
- 1729年（享保14年）：奥山交竹院らの尽力により、三宅島の属島扱いされてきた御蔵島が「独立」を果たす。
- 1780年（安永9年）- 1785年（天明5年）：青ヶ島で噴火。特に天明5年4月-5月の噴火では202名が八丈島からの救助により避難するも、避難に間に合わなかった132名は全員死亡したと推定される。これ以後、佐々木次郎太夫ら島民が帰還を果たす1835年（天保6年）までの50年間、青ヶ島は無人島となる。
- 1827年（文政10年）： - 徳川譜代の旗本・近藤重蔵守重の長男近藤富蔵が、父の地所争いの相手一家7人を殺傷した罪で八丈島に流罪。これが最後の流人となった。

### 近代以降の沿革
- 明治初年時点では全域が伊豆代官管轄の幕府領であった（24村）。

| 知行   | 島       | 村数 | 村名                                             |
| ------ | -------- | ---- | ------------------------------------------------ |
| 幕府領 | 大島     | 6村  | 岡田村、元村、泉津村、野増村、差木地村、波浮港村 |
| 幕府領 | 利島     | 1村  | 利島                                             |
| 幕府領 | 新島     | 2村  | 新島本村、若郷村                                 |
| 幕府領 | 神津島   | 1村  | 神津島                                           |
| 幕府領 | 三宅島   | 5村  | 伊豆村、神着村、伊ヶ谷村、阿古村、坪田村         |
| 幕府領 | 御蔵島   | 1村  | 御蔵島                                           |
| 幕府領 | 八丈島   | 5村  | 大賀郷村、三根村、樫立村、中之郷村、末吉村       |
| 幕府領 | 八丈小島 | 2村  | 鳥打村、宇津木村                                 |
| 幕府領 | 青ヶ島   | 1村  | 青ヶ島                                           |

- 慶応4年6月29日（1868年8月17日）：全域が韮山県の管轄となる。
- 1869年（明治2年）：宇喜多氏（宇喜多秀家の子孫）が赦免される。「浮田」および「喜多」の姓を名乗る末裔の一部が秀家らの墓守として現在も残留。
- 明治4年11月14日（1871年12月25日）：第1次府県統合により、足柄県の管轄となる[12]。
- 1876年（明治9年）4月18日：第2次府県統合により、静岡県の管轄となる[13]。
- 1878年（明治11年）
  - 1月11日：東京府の管轄となる[14]。
  - 2月6日：静岡県から東京府へ事務引き継ぎ。
- 1880年（明治13年）：近藤富蔵が赦免される。その後、八丈島にある一観音堂の堂守として1882年に再渡島し、1887年に83歳で没。
- 1888年（明治21年）：玉置半右衛門が東京府から鳥島の無料拝借の許可を得、羽毛採取の目的でアホウドリの乱獲を開始。
- 1902年（明治35年）：鳥島で大噴火があり、玉置の人足ら当時の住民125名全員が死亡。玉置自身は家族とともに1893年に東京に移住していたため無事。
- 1908年（明治41年）
  - 4月1日：大島に島嶼町村制施行[15]。
    - 岡田村、元村、泉津村、野増村、差木地村、波浮港村が単独村制施行（現・大島町）。

  - 10月1日：八丈島に島嶼町村制施行[15]。
    - 大賀郷村、三根村、樫立村、中之郷村、末吉村が単独村制施行（現・八丈町）。
- 1923年（大正12年）10月1日：利島、新島、神津島、三宅島、御蔵島に島嶼町村制施行[16]。
  - 利島村（現存）、新島本村、若郷村（現・新島村）、神津島村（現存）、伊豆村、神着村、伊ヶ谷村、阿古村、坪田村（現・三宅村）、御蔵島村（現存）が単独村制施行。
- 1940年（昭和15年）4月1日：島嶼町村制が普通町村制に移行。同時に青ヶ島に普通町村制施行。青ヶ島村（現存）が単独村制施行。
- 1943年（昭和18年）7月1日：東京都制の施行により東京都の管轄となる。
- 1946年（昭和21年）
  - 1月29日：太平洋戦争での日本の降伏を受けて、GHQ（連合国軍最高司令官総司令部）の指令（SCAPIN-677）により、日本の施政権（立法・司法・行政の三権を行使する権限）が停止される。
  - 3月22日：伊豆諸島に対する日本の施政権停止が解除される。
  - 10月1日：伊豆村・神着村・伊ヶ谷村が合併して三宅村が発足（22村）。
- 1947年（昭和22年）5月3日：地方自治法施行により、鳥打村、宇津木村（現・八丈町）が設置される。
- 1951年（昭和26年）：絶滅したと思われていたアホウドリが鳥島で再発見される。
- 1952年（昭和26年）4月9日：もく星号墜落事故、乗客・乗員37名全員死亡。
- 1954年（昭和29年）
  - 10月1日：三根村・樫立村・中之郷村・末吉村・鳥打村が合併して八丈村が発足（18村）。
  - 11月1日：若郷村が新島本村に編入（17村）。
- 1955年（昭和30年）4月1日（2町8村）
  - 岡田村・元村・泉津村・野増村・差木地村・波浮港村が合併して大島町が発足。
  - 大賀郷村・宇津木村が八丈村に編入。
  - 八丈村が町制施行して八丈町となる。
- 1956年（昭和31年）2月1日：三宅村・阿古村・坪田村が合併して、改めて三宅村が発足（2町6村）。
- 1963年（昭和38年）8月17日：藤田航空（同年11月に全日空に吸収合併）のデハビランド・ヘロン1B、八丈島空港発羽田空港行きが離陸直後に八丈富士に激突、19名死亡（藤田航空機八丈富士墜落事故）。
- 1965年（昭和40年）：群発地震により、鳥島気象観測所が閉鎖。
- 1969年（昭和44年）3月：ライフラインをはじめとする生活条件の厳しさを理由とした八丈小島から八丈島への島民の移住が開始され、同年6月に完了。「全国初の全島民完全移住」として注目された。これ以降、八丈小島は無人島となる。その後、野ヤギ（cf.）の大繁殖が環境問題になる（経緯については別項「八丈小島#生物相」を参照）。
- 1983年（昭和58年）：三宅島・雄山の噴火により阿古地区が溶岩流に呑み込まれる。
- 1986年（昭和61年）11月15日：大島の三原山が噴火。この後11月21日に全島避難（約1ヶ月）。
- 1993年（平成5年）：東京都島しょ振興公社[17]の協力のもと大島、利島、三宅島、御蔵島、八丈島、青ヶ島を結ぶヘリコミューター路線「東京愛らんどシャトル」の運航を開始。
- 1992年（平成4年）4月1日：新島本村が改称して新島村となる。
- 2000年（平成12年）9月2日：7月から続いていた三宅島・雄山の噴火により、全島避難。
- 2003年（平成15年）10月7日：午前8時27分頃、八丈島空港へ着陸姿勢に入った羽田空港発のエアーニッポン（ANK）821便のボーイング737（乗客乗員62名）が、八丈島東方海上にて海上自衛隊厚木基地所属のP-3C哨戒機（乗員9名）とのニアミス（最接近時の距離、わずか30m）。10月11日に ANK が国土交通省に報告。
- 2005年（平成17年）2月1日 15時：平成12年以来、4年5ヶ月間続いていた三宅島の避難指示が解除される。
- 2008年（平成20年）4月26日：噴火以来7年8ヶ月間、避難指示解除以来3年3ヶ月間途絶えていた羽田空港〜三宅島空港間の航空路が再開される。

## 産業
島によって違いはあるが、おおむね漁業、農業、観光が中心である。半農半漁の地区も多い。
2020年時点で農業産出額はおよそ26億円、漁業産出額はおよそ23億円。2町6村で最も農業産出額が多いのは八丈町、漁業産出額が多いのは神津島村である。
観光スポットは島ごとに多岐にわたるが、多く共通するのは釣り・ダイビング・イルカウォッチングといった海のレジャーや、火山島ならではのトレッキングなどである。温泉を持つ島も多い。
鉱工業としては、過去に鳥島においてアホウドリの捕獲や鳥糞石（グアノ）の採取が行われていたことがある。

### 特産物
- くさや - 各島。
- アシタバ（明日葉） - 各島。八丈草（ハチジョウソウ）とも。
- 島焼酎 - 各島。2024年に「東京島酒」のブランド名で地理的表示(GI)の指定を受けた[19]。
- ツバキ - 大島、利島が中心。
- 島寿司 - 八丈島が中心。
- 抗火石 - 新島など。

## 交通

### 航路

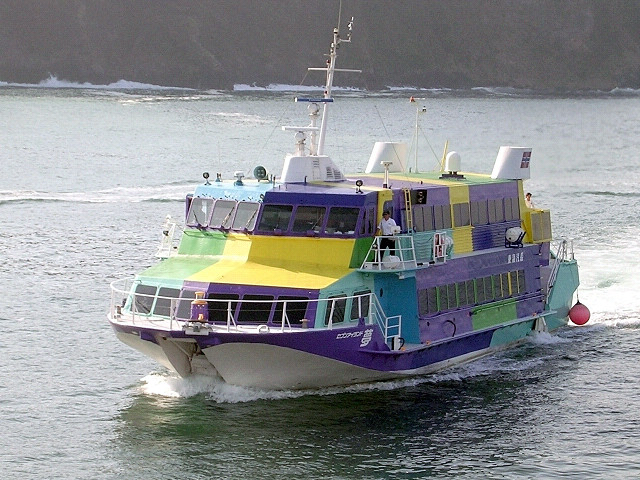
東海汽船の高速ジェット船「セブンアイランド夢」（伊豆大島岡田港）

青ヶ島を除くすべての有人島に本州からの定期航路があり、東海汽船等の貨客船（水中翼船ボーイング929『ジェットフォイル』）が主力である。季節などによっては臨時航路が設けられることがある。カーフェリーは下田港と利島・新島・式根島・神津島を結ぶフェリーあぜりあのみ就航している。
なお、青ヶ島の定期航路は伊豆諸島開発が運行する八丈島からの便のみである。
定期航路
- 東京港（竹芝桟橋）：多くの貨客船などの発地。
  - 横浜港：東京からの経由便。
  - 久里浜港：東京からの経由便。
- 熱海港
- 下田港

ジェットフォイル船の季節運航
- 伊東港
- 稲取港（東伊豆町）

### 空路
ジェット旅客機（全日本空輸・ANA）
- 八丈島空港 - 東京国際空港（羽田空港）

以前は大島および三宅島と羽田空港を結ぶ便もANAによって運行されていたが、三宅島便は2014年3月31日、大島便は2015年10月をもって廃止された。
コミューター航空会社（新中央航空）
- 大島空港 - 調布飛行場
- 新島空港 - 調布飛行場
- 神津島空港 - 調布飛行場
- 三宅島空港 - 調布飛行場

ヘリコミューター（東邦航空「東京愛らんどシャトル」）
- 八丈島空港 → 青ヶ島ヘリポート → 八丈島空港 - 御蔵島ヘリポート - 三宅島空港 - 大島空港 - 利島ヘリポート（利島から八丈島まで逆順に折り返し）

空港がない利島・御蔵島・青ヶ島ではこのヘリコプターが唯一の航空路であり、特に青ヶ島は東京への直行便がなく連絡船の就航率も非常に低いため貴重な存在である。青ヶ島と御蔵島へは、悪天候で船便の欠航が続いている際などに、村役場からの要請で定期便の前後に臨時便が運航されることがある。

### 島内交通
いずれも鉄道はなく道路交通のみであり、路線バスやタクシー、レンタカー、レンタサイクルが主な交通手段となる。各島の項目も参照。